# 東安鎮事件
東安鎮事件（とうあんちんじけん）は、1939年5月末に、アムール川（黒竜江）の饒河県東安鎮上流20km付近で発生した、ソビエト連邦と満州国の武力衝突である。アムール川に浮かぶ島を巡って起きた国境紛争であり、一連のソ満国境紛争のひとつに数えられる。

## 背景
ロシア沿海州と満州の国境を流れるアムール川を巡っては、満州事変以前から中ソ間の領土問題が存在した。特に、川上の島の帰属を巡る対立があり、ソ連側はアイグン条約を根拠に全島がソ連領であると主張していたのに対し、中国側はアイグン条約は不平等条約で無効であり、川の中央を国境線とする国際法の原則によるべきとの主張を行っていた。1931年（昭和6年）に日本が満州事変を起こした後も、日本・満州国と、ソ連の間で対立の構図が引き継がれていた。武力衝突もたびたび起きており、1937年（昭和12年）には乾岔子島事件で日本軍がソ連砲艇を撃沈している。
饒河県東安鎮からアムール川を20kmさかのぼった付近、満州国領の南屯とソ連領ヴィドナヤ間に浮かぶ偏瞼子島も、そうした領有権主張が対立している島のひとつであった。満州国軍は、東安鎮に騎兵第10団（連隊に相当）を駐屯させるとともに、江防艦隊第2戦隊の砲艇「恩民」「済民」を配置し、付近の国境警備に当てていた。

## 経過
1939年（昭和14年）5月24日、偏瞼子島が抗日ゲリラの拠点となっているとの情報を得た満州国軍騎兵第10団付きの日系軍官堀江上尉（大尉に相当）は、初年兵の実戦訓練をかねて掃討戦を計画し、団長の劉東波の承諾を得た。堀江上尉は、芦刈上尉を長とする騎兵第10団第1連（中隊に相当）の80人と、江防艦隊の砲艇「恩民」（排水量15t、村井佐之助上尉以下乗員13人）・「済民」（排水量25t、乗員15人）及び舟艇若干を率いて出動した。
5月26日、堀江隊は、砲艇の援護を受けて偏瞼子島へ上陸した。しかし、このときには特に敵対勢力とは出会えなかったため、南屯に引き上げ後、翌日に再侵攻することにした。一方、ソ連軍は、堀江隊の迎撃を行うことにし、26日夜、1000人の部隊をロンチャークから偏瞼子島に密かに展開させた。
翌5月27日、堀江隊が偏瞼子島に上陸を開始したところ、待ち伏せしていたソ連軍はただちに攻撃を開始した。奇襲を受けた堀江隊は被害が続出し、堀江上尉も戦死した。砲艇2隻も被弾炎上し、うち「恩民」は村井艇長が戦死して拿捕された。生き残った満軍兵士は川を泳いで逃げ延びようとしたが、80人以上が射殺された。
堀江隊の全滅を知った日本の第4師団と満州国軍三江地区警備司令部は、反撃作戦を行うことを検討した。しかし、5月11日より満州国西部のノモンハン付近でも日本・満州国軍とソ連・モンゴル軍の小競り合いが続いていたことを憂慮した関東軍司令部は、紛争の拡大を避けるために反撃を中止するよう命じた。そのため、ノモンハン事件の拡大とは異なって、それ以上の戦闘にはならなかった。
ソ連は、東安鎮事件を乾岔子島事件の報復であると称し、鹵獲した砲艇「恩民」を戦利品としてヴィドナヤ経由でヨーロッパへと送った。